# Hisaki

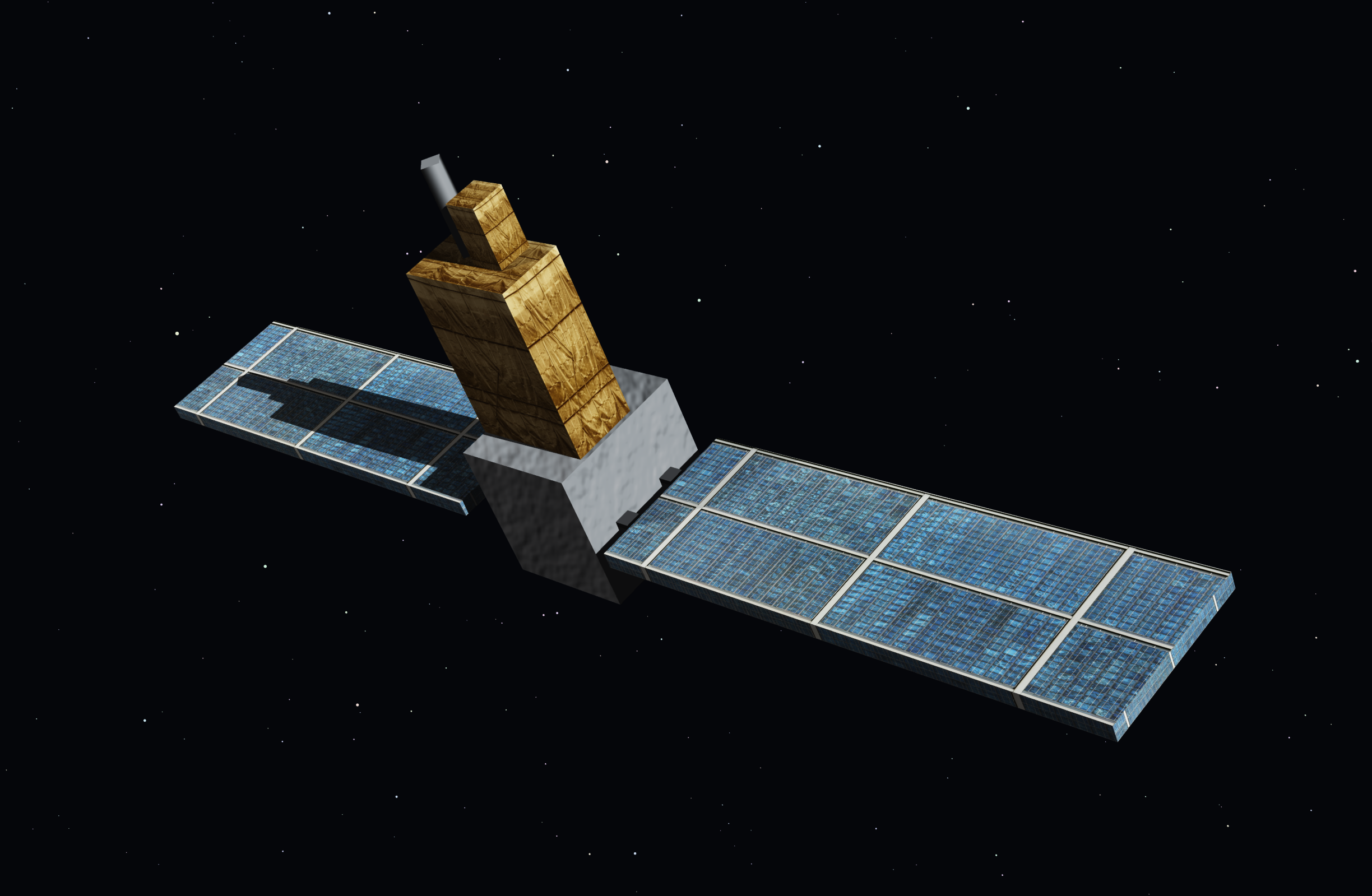
Gráfico artístico de Hisaki en órbita.

Hisaki, también conocido como el Spectroscopic Planet Observatory for Recognition of Integration of Atmosphere (SPRINT-A) es un satélite de astronomía ultravioleta japonés operado por la Agencia Japonesa de Exploración Aeroespacial (JAXA). La primera misión del programa Scientific Satellite Small, que fue lanzado en septiembre de 2013 en el vuelo inaugural del cohete Epsilon.

## Objetivos
Hisaki lleva un espectrómetro ultravioleta extremo que se utiliza para estudiar las atmósferas y magnetosferas de los planetas del Sistema Solar. Diseñado para una misión de un año, SPRINT-A será operado en una órbita terrestre baja con un perigeo de 950 km (590 millas), un apogeo de 1.150 kilómetros (710 millas), 31 grados de inclinación y un período de 106 minutos.
Hisaki fue nombre de un cabo Hisaki (火 崎 literalmente Cabo Fuego?) en la parte oriental de Kimotsuki, Kagoshima cerca del Centro Espacial Uchinoura.

## Lanzamiento
Un Epsilon se utilizó para lanzar el Hisaki. Haciendo su primer vuelo, el cohete Epsilon de cuatro etapas voló desde el antiguo complejo Mu en el Centro Espacial Uchinoura. El lanzamiento se produjo a las 05:00 UTC del 14 de septiembre de 2013, después de un intento de lanzamiento borrado el 27 de agosto de 2013. Tras su exitosa inserción en la órbita y el despliegue de sus paneles solares, el satélite ha sido renombrado Hisaki, habiendo sido designado SPRINT-A hasta ese momento.